# Glühwendel

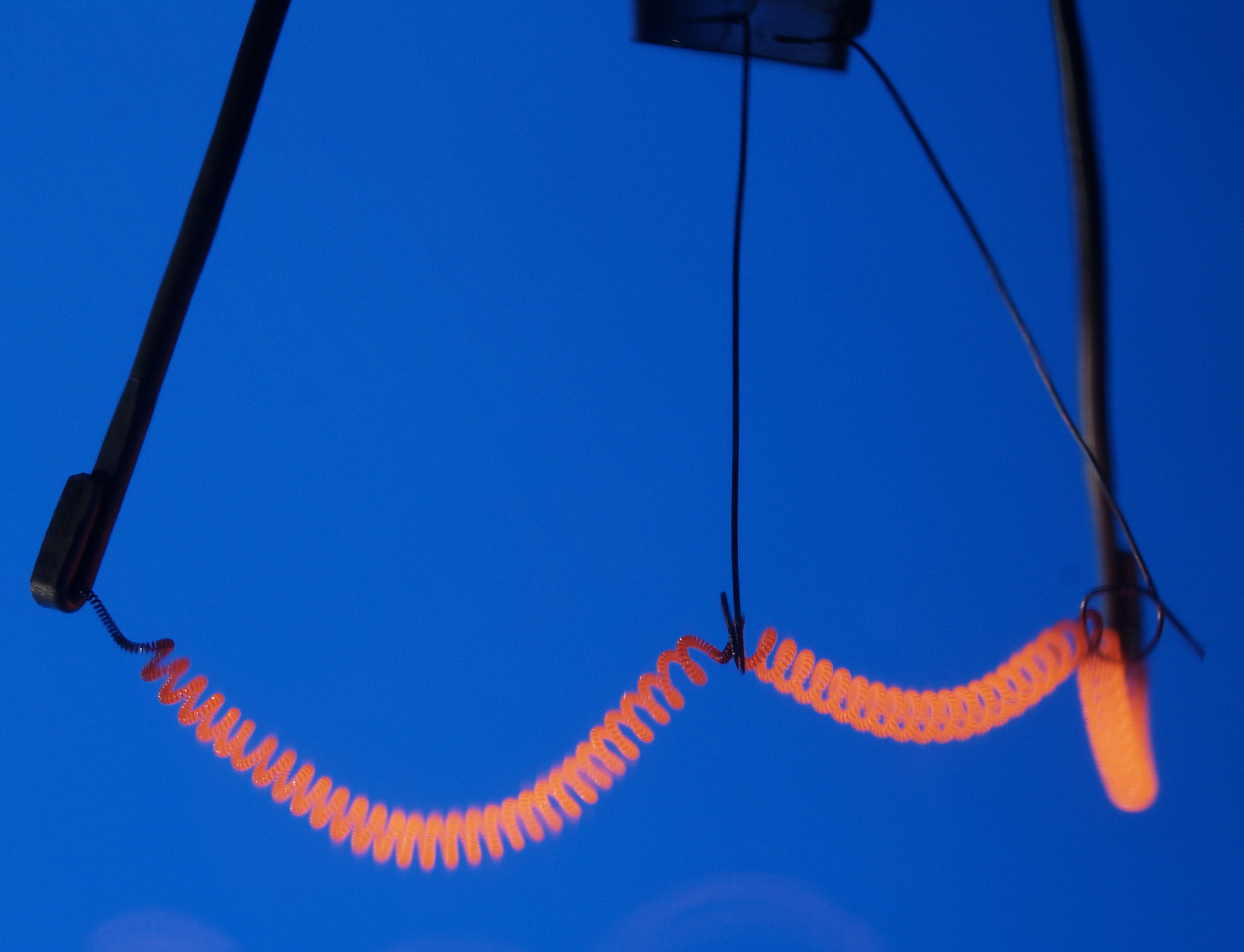
Doppelwendel einer Glühlampe 230 V/60 W bei reduzierter Spannung

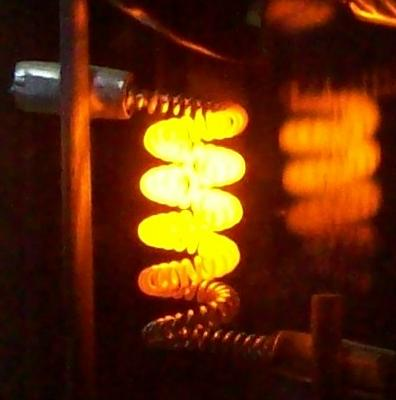
Doppelwendel einer Glühlampe 24 Volt / 75 Watt, betrieben mit 2 Volt; Höhe ca. 5 mm

Eine Glühwendel, auch Glühfaden oder Glühdraht, ist ein gewendelter Draht aus Wolfram oder Wolframlegierungen, der durch seinen Widerstand einen elektrischen Strom in Strahlungs- und Wärmeenergie umwandelt. Im Gegensatz zur Heizwendel wird eine Glühwendel bei höheren Temperaturen betrieben, sodass ein höherer Anteil (ca. 3–15 %) der Strahlung als sichtbares Licht abgegeben wird. Die physikalische Grundlage zur Verbesserung der Lichtausbeute durch eine Glühwendel ist in der Langmuir-Schicht um die Wendel begründet.
Das Bild zeigt die Glühwendel als Doppelwendel in einer Glühlampe für Netzspannung bei reduzierter Spannung. Gut zu sehen sind die Wärmeverluste am Zuleitungsdraht und – deutlich geringer – an den Ösen des Haltedrahtes.
Eine Glühwendel stellt einen typischen Kaltleiter dar, d. h. ihr Widerstand ist im Augenblick des Einschaltens kleiner als im Betrieb. Daraus resultiert ein höherer Stromfluss beim Einschalten, was wiederum das Phänomen erklärt, dass Glühwendeln dann eher durchbrennen als im laufenden Betrieb.

## Formen

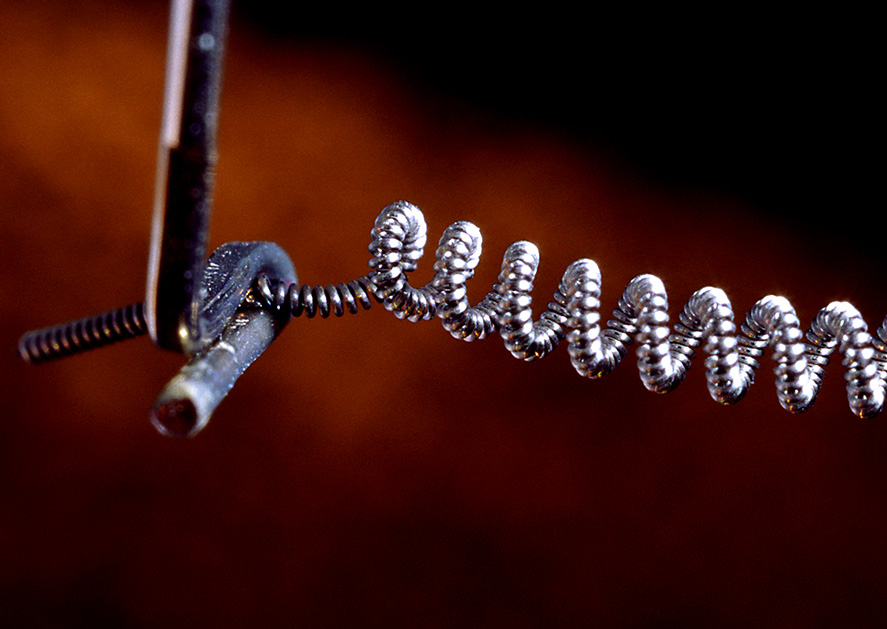
Doppelwendel mit Zuleitung

- einfach gewendelte Glühwendeln werden für Glühlampen geringerer Betriebsspannung (bis etwa 24 Volt) verwendet
- eine Doppelwendel ist eine Wendel, die ihrerseits noch einmal zu einer Wendel geformt ist: durch die dichtere Packung in der Doppelwendel heizen sich die Wendeln gegenseitig auf, wodurch bei gleichem Strom eine höhere Temperatur und dadurch eine höhere Lichtausbeute erreicht wird.
- eine Flachwendel ist eine in Projektionslampen übliche, quer zum optischen Strahlengang stehende flache Wendel mit rechteckiger Form.

## Verwandte Themen
Die Farbtemperatur von Glühlampenlicht entspricht etwa der Temperatur der Glühwendel. Farbtemperatur und Lichtausbeute steigen mit steigender Betriebsspannung an. Projektionslampen haben besonders hohe Temperaturen der Glühwendel, jedoch Lebensdauern von nur einigen hundert Stunden. Die Farbtemperatur kann durch Beschichtung des Glaskolbens (meist Interferenzfilter, wie bei bläulich oder gelb leuchtenden Auto-Glühlampen) oder dichroitische Spiegel (z. B. bei Halogen-Kaltlichtspiegellampen) nachträglich beeinflusst werden.
Die Wärmebilanz von Glühwendeln kann neben der Doppelwendel-Form auch durch die Rückreflexion von Strahlung auf die Glühwendel beeinflusst werden. Projektionslampen werden daher so justiert, dass das Abbild des dahinter liegenden sphärischen Spiegels neben der Glühwendel zu liegen kommt – aus Glühwendel (Flachwendel) und ihrem Abbild ergibt sich zusammengesetzt die rechteckige Form des auszuleuchtenden Bildfeldes. Bei den sogenannten IRC-Halogenglühlampen wird dagegen der Glaskolben dichroitisch beschichtet, sodass der infrarote Strahlungsanteil auf die Glühwendel reflektiert wird. Dadurch erhöht sich die Lichtausbeute um bis zu 45 %.

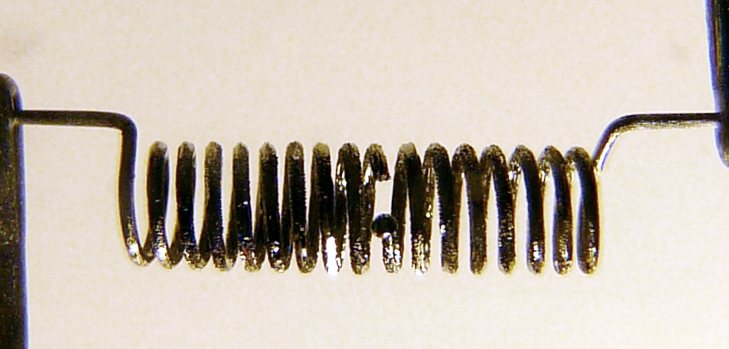
Durchgebrannte Wendel einer HB4-Autoglühlampe (Länge der Wendel: ca. 6 mm)

Das Bild rechts zeigt eine Nahaufnahme einer Halogen-Glühwendel. Sie zeigt nicht nur, dass die Wendel durchgebrannt ist. An einer Seite der Unterbrechung ist eine kleine geschmolzene Wolframkuppe zu erkennen. Folglich ist die Lampe während des Betriebs bei hoher Temperatur der Wendel ausgefallen.

## Weblinks

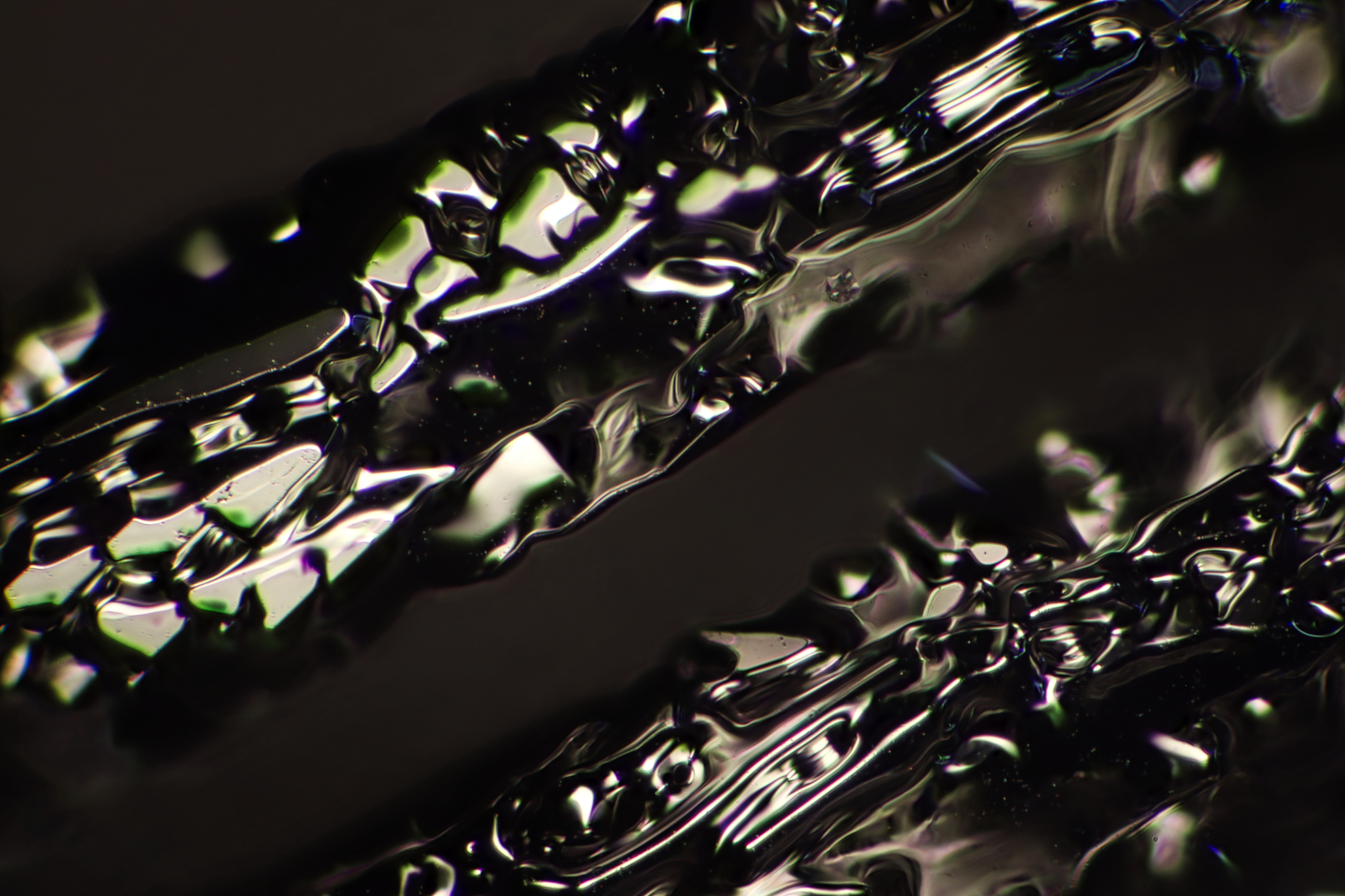
Kristallbildung einer gealterten Glühwendel (Lampe eines KFZ), mikroskopische Abbildung